# Kubanische Revolution
Der Begriff Kubanische Revolution bezeichnet dreierlei: Erstens versteht man darunter das historische Ereignis des Sturzes des kubanischen Diktators Fulgencio Batista durch die von Fidel Castros Organisation „Bewegung des 26. Juli“ angeführte Widerstandsbewegung. Das erklärte Ziel des Widerstands war die Wiederherstellung der von Batista seit 1952 teilweise außer Kraft gesetzten Verfassung von 1940, einschließlich aller demokratischen Grundrechte sowie der in ihr enthaltenen Landreform. Der bewaffnete Kampf wurde seit 1956 sowohl von den städtischen Untergrundaktivisten als auch durch die vom Bergland aus operierende Guerillaarmee geführt. Im Laufe des Jahres 1958 wurde er intensiviert und weitete sich räumlich beständig aus. Er endete mit der Flucht Batistas am 1. Januar 1959.
Zweitens wird darunter die Summe der radikalen Maßnahmen verstanden, die Castro als politischer Führer zwischen 1959 und 1961 schrittweise ergriff, um den Umbau von Staat, Wirtschaft und Gesellschaft des Landes im Sinne des Marxismus-Leninismus voranzutreiben.
Drittens wird der Begriff – insbesondere von der kubanischen Führung selbst – bis heute gebraucht im Sinne von „Beibehaltung des revolutionären Kurses in Kuba“. Er steht damit für eine Festschreibung der marxistisch-leninistischen Politik und den Führungsanspruch der Kommunistischen Partei Kubas. In diesem Sinne wird der Begriff auch von der kubanischen Bevölkerung selbst zumeist verwendet.

## Vorgeschichte
Im März 1952 stürzte der frühere gewählte Präsident (1940–1944), Oberst, Oberbefehlshaber der Streitkräfte und damalige Senator Fulgencio Batista den insbesondere wegen Korruptionsvorwürfen unpopulär gewordenen Präsidenten Carlos Prío durch einen unblutigen Militärputsch. Er setzte wichtige Rechtsgarantien der Verfassung von 1940 – darunter das Streikrecht – außer Kraft, sagte die ursprünglich für Juni 1952 geplanten Wahlen ab, löste den aus Senat und Abgeordnetenhaus bestehenden Kongress auf und ließ sich zum Präsidenten ausrufen. Neuwahlen sollte es nicht vor Ende 1953 geben und die politischen Parteien solange suspendiert bleiben. Batista versprach, durch umfangreiche Maßnahmen die unverwirklicht gebliebenen sozialen Ziele der Revolution von 1933 umzusetzen (des Sturzes des Diktators Gerardo Machado, an dem er sich beteiligt hatte).
Bald machte sich Enttäuschung über Batistas Amtsführung breit, auch unter seinen anfänglichen Unterstützern. Die großen Parteien (Ortodoxos und Auténticos) konnten sich aufgrund innerer Streitigkeiten nicht auf eine gemeinsame Linie einigen, die über die Ablehnung von Batistas Bedingungen für die geplanten Wahlen im November 1954 hinausgegangen wäre. Gleichzeitig nahm der repressive Charakter des Regimes zu und die Unzufriedenheit wuchs.

## Entstehung revolutionärer Organisationen

### Movimiento Nacional Revolucionario (MNR)
Einer der prominentesten Angehörigen der Studentenbewegung der 1933 gegen Machado gerichteten Revolution war der Philosoph Rafael García Bárcena, ein inzwischen ausgetretenes Gründungsmitglied der Ortodoxos. Er leitete die von ihm gegründete „Revolutionäre Nationale Bewegung“ (MNR), unterrichtete an der Militärhochschule und hatte bereits unter Prío erfolglos versucht, eine Verschwörung liberaler Offiziere zu organisieren. Er fand vor allem unter jungen Intellektuellen in Havanna Anhänger, die ab 1952 gemeinsam mit ihm dafür sorgen wollten, Batista durch einen Zusammenschluss von Studenten und Offizieren gewaltsam zu stürzen. Zu den Aktivisten der MNR, die später zu Protagonisten der Kubanischen Revolution wurden, gehörten u. a. Frank País, Armando Hart, Vilma Espín und Enrique Oltuski. Der von der MNR für den Ostersonntag 1953 vorbereitete, bewaffnete Marsch zum Campamento Columbia, dem kubanischen Militärhauptquartier in Havanna, wurde von der Regierung vereitelt, die zuvor von den Plänen erfahren hatte. Bárcena wurde verhaftet und gefoltert und erhielt eine zweijährige Haftstrafe. Nach einem Jahr wurde er amnestiert und ging ins Exil. 69 seiner Mitstreiter wurden ebenfalls vor Gericht gestellt, davon jedoch nur zwölf zu Bewährungsstrafen von einem Jahr verurteilt. Die Gruppe erholte sich von dem Schlag nicht mehr. Viele Mitglieder schlossen sich später der Bewegung des 26. Juli oder anderen revolutionären Gruppen an.

### Bewegung des 26. Juli

Flagge der Bewegung des 26. Juli

Die Organisation, deren Beitrag zum Sturz Batistas am größten war, gründete Fidel Castro, der 1952 noch ein vergleichsweise unbekannter Rechtsanwalt und 25-jähriger Parlamentskandidat der Orthodoxen Partei war. Nachdem seine Anklage gegen Batista wegen Machtusurpation vom Obersten Gerichtshof zurückgewiesen wurde, erklärte Castro in einer kleinen Studentenzeitschrift, dass damit das verfassungsmäßige Widerstandsrecht in Kraft getreten sei, und erarbeitete anschließend zusammen mit einigen Parteifreunden und anderen Batista-Gegnern einen Plan zum gewaltsamen Sturz des maßgeblich vom Militär gestützten Regimes. Die Gruppe gab sich den Namen Generación del Centenario (dt. „Generation des 100. Jubiläums“), als Hinweis auf die Ideen des kubanischen Freiheitshelden José Martí, dessen 100 Jahre zurückliegender Geburt die Nation 1953 gedachte.
Der Plan umfasste einen Angriff auf die Moncada-Kaserne in Santiago de Cuba sowie die Kaserne Carlos Manuel de Céspedes in Bayamo, um damit dem kubanischen Volk ein Signal zum Aufstand zu geben. (siehe Sturm auf die Moncada-Kaserne) Der schlecht vorbereitete Angriff scheiterte zwar und endete mit einem Blutbad, machte den überlebenden Castro jedoch landesweit als todesmutigen Idealisten bekannt. Im Gefängnis arbeitete er sein in eigener Verteidigung gehaltenes Schlussplädoyer zu seinem später unter dem Namen „Die Geschichte wird mich freisprechen“ verbreiteten politischen Manifest aus. Hierin forderte er eine Wiedereinsetzung der Verfassung von 1940 und der in ihr enthaltenen bürgerlichen Freiheiten sowie zahlreiche Maßnahmen zur Bekämpfung von Armut und Unterentwicklung insbesondere der ländlichen Bevölkerung Kubas. Nach seiner Amnestierung nach Verbüßung von nur 18 Monaten seiner 15-jährigen Haftstrafe gründete er im Mai 1955 die „Bewegung des 26. Juli“ mit dem Ziel eines revolutionären Sturzes der Regierung Batista durch bewaffneten Kampf. Wenige Wochen später verließ Fidel Castro Kuba, um seine Gruppe im mexikanischen Exil militärisch vorzubereiten.
In Mexiko sammelte Fidel Castro kubanische Exilanten um sich, die bereit waren, für einen Umsturz in ihrer Heimat zu kämpfen. Während dieser Zeit traf Castro unter anderem auch den argentinischen Arzt Che Guevara, der sich seiner Bewegung anschloss. Die Ausbildung der Rebellen im Guerillakampf übernahm der gebürtige Kubaner und ehemalige spanische Offizier Alberto Bayo. Parallel zur militärischen Vorbereitung sammelte die Bewegung sowohl in Kuba als auch im Exil Geldspenden zum Kauf von Waffen und anderer Ausrüstung. Zu den größten Einzelspendern gehörte der seit seinem Sturz in Miami lebende Ex-Präsident Prío, mit dem sich Castro im September 1956 in Texas traf. In der Nacht des 25. November 1956 verließen 82 Kämpfer der kubanischen Bewegung des 26. Juli unter Führung von Fidel Castro an Bord der Yacht Granma den Hafen von Tuxpan (Mexiko) mit Ziel Kuba, um das Batista-Regime zu stürzen. Am 2. Dezember 1956 erreichten sie Kuba bei Playa Las Coloradas (südlich der Stadt Niquero in der heutigen, nach der Yacht benannten Provinz Granma).

## Guerillakampf

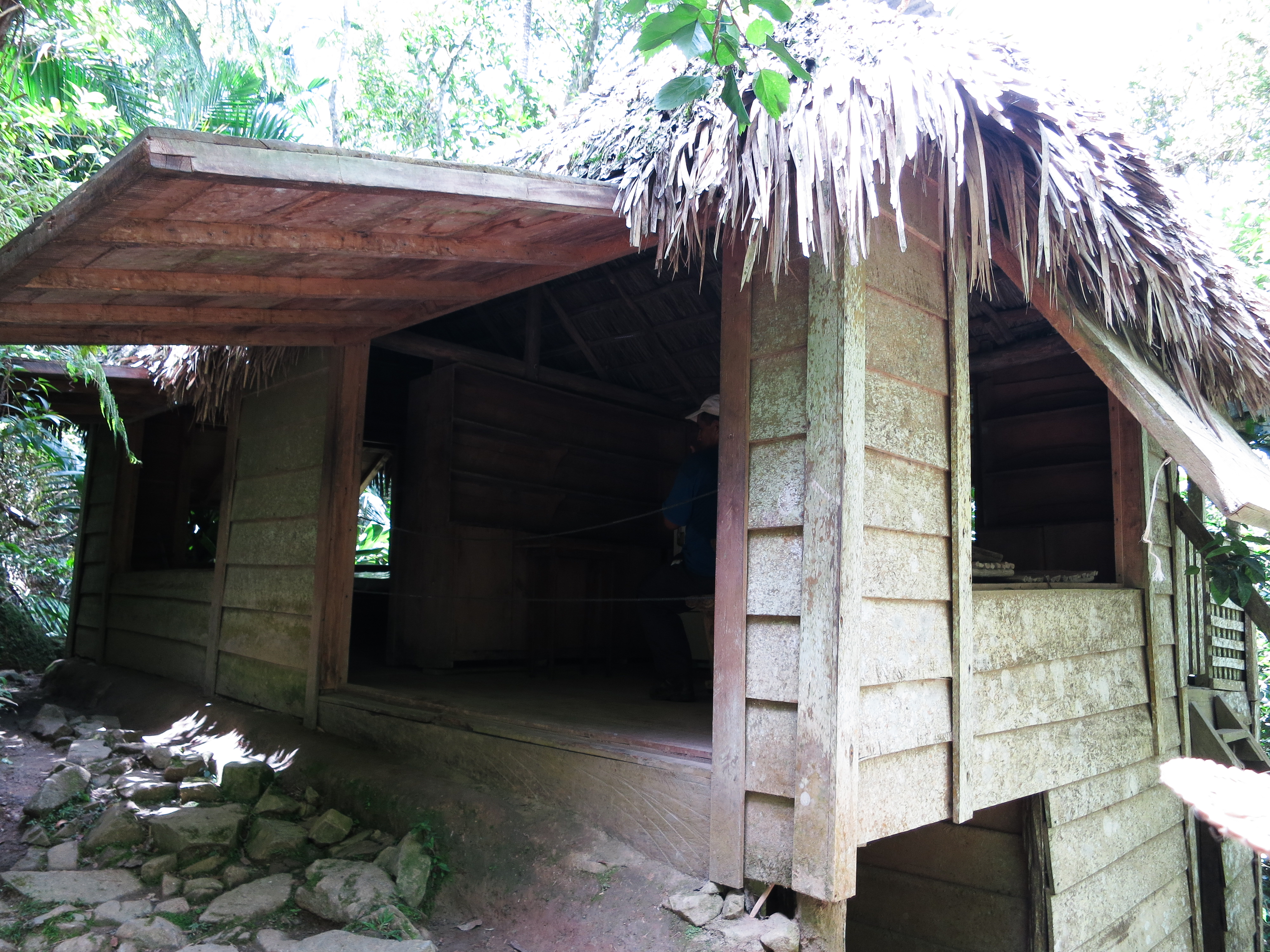
Fidel Castros Hauptquartier in der Sierra Maestra während der ersten Monate des Guerillakampfes

In den ersten Gefechten nach der Landung wurde rund die Hälfte der Rebellen getötet oder festgenommen. Unter den Überlebenden befanden sich sowohl Fidel und Raúl Castro als auch Che Guevara. Rund einem Viertel der Truppe gelang der Rückzug in die damals unwegsame Gegend der Sierra Maestra. Celia Sánchez und Frank País, der Befehlshaber des in den Städten des Landes aktiven Arms der Untergrundbewegung, sorgten für den Nachschub an Waffen, Medikamenten und schickten auch neue Kämpfer zu den Rebellen in die Berge.
Es folgte ein über zweijähriger Guerillakampf in den Bergen der Sierra Maestra, in dessen Verlauf die Rebellenarmee der Bewegung des 26. Juli unter Führung Fidel Castros immer mehr Kämpfer rekrutieren und immer größere Erfolge gegen die Batista-Armee verbuchen konnte. Das Generalkommando der Rebellenarmee lag am Fuße des höchsten kubanischen Berges, des Pico Turquino (1974 m). Trotz unaufhörlicher Suche und anhaltenden Bombardements gelang es der Batista-Armee während des gesamten Guerillakampfes nicht, das Generalkommando zu lokalisieren und zu zerstören.

## Erfolgreiche Revolution

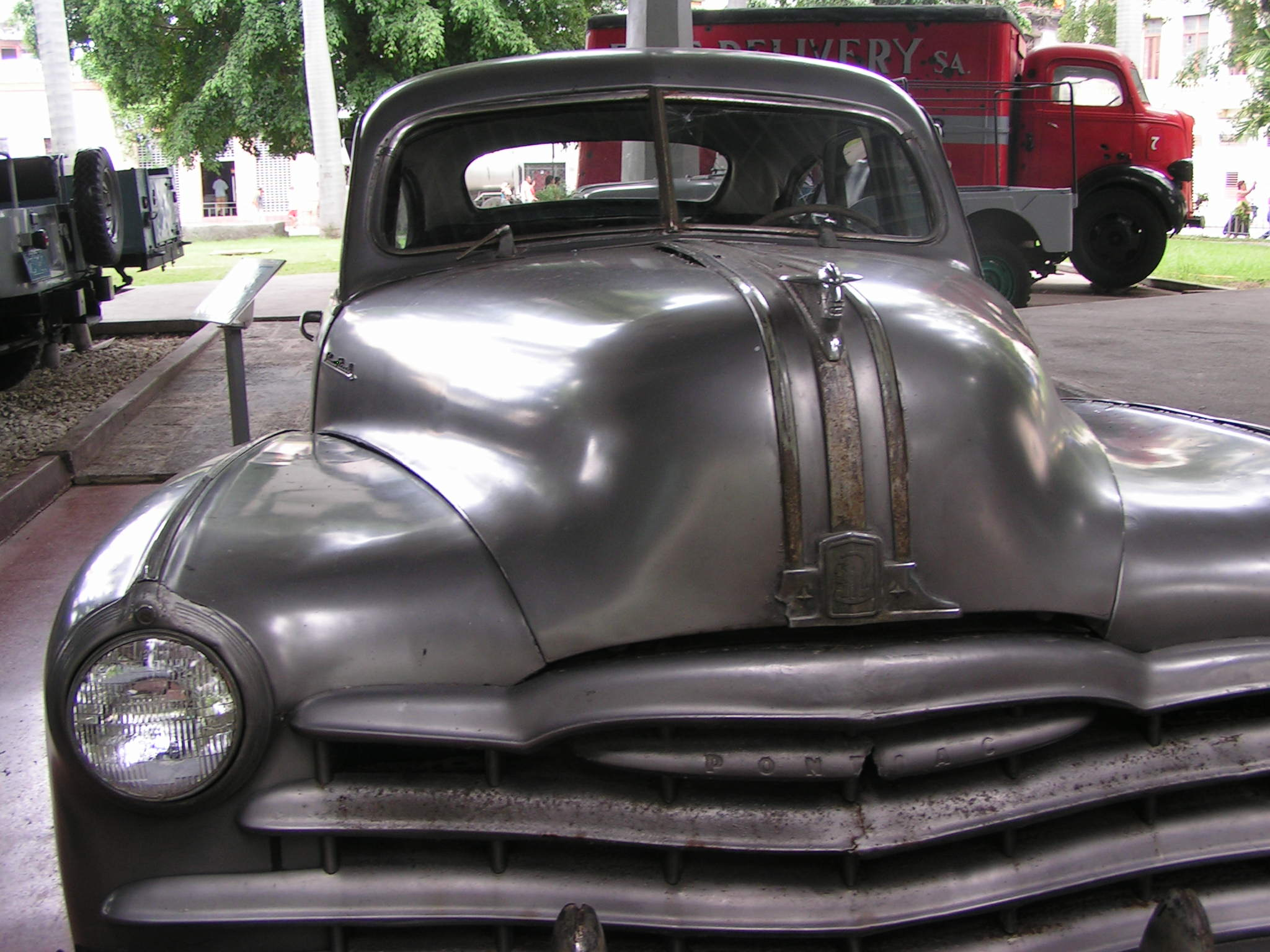
Che Guevaras Auto im Revolutionsmuseum in Havanna

Entscheidend für den landesweiten Sieg der kubanischen Revolution war die Unterstützung aus den Städten. Zahlreiche kleine Gruppen von Aufständischen führten den Kampf gegen Batista und seine Geheimpolizei in allen kubanischen Städten. Wichtig war auch die große soziale und politische Breite der Bewegung, die alle Bevölkerungsschichten umfasste, während die Kommunistische Partei Kubas (Partido Socialista Popular) der Bewegung skeptisch gegenüberstand, die aus der antikommunistischen Orthodoxen Partei entstanden war, und auch viele ebenso gesinnte Bürger unter ihrer schwarz-roten Fahne vereinigte. Erst als deutlich wurde, dass die Bewegung des 26. Juli nicht nur einen politischen Machtwechsel, sondern tiefgreifende soziale und wirtschaftliche Reformen plante, kam es zu einer Zusammenarbeit mit der Partido Socialista Popular und den Gewerkschaften. Zwischen den Gruppen des 26. Juli in den Städten und der Guerilla in der Sierra Maestra gab es eine ständige Kommunikation.
Während Batista besonders der ausländischen Presse gegenüber immer wieder versicherte, es gebe gar keine Guerilla-Armee, gelang es den Aufständischen durch teils fantasievolle Propaganda-Aktionen, ihre Existenz unter Beweis zu stellen. Dazu gehörte die Entführung des weltberühmten argentinischen Rennfahrers Juan Manuel Fangio am 26. Februar 1958, der, statt an einem von Batista veranstalteten Rennen in Havanna teilzunehmen, die Zeit bei den Revolutionären verbringen musste und nach seiner Freilassung am nächsten Tag vor der Weltpresse von seiner guten Behandlung berichtete.
Im Jahr 1958 gingen die Rebellen in die Offensive. Inzwischen hatte sich ihre Armee so weit vergrößert, dass neben Comandante en Jefe Fidel Castro (Chef der I. Front im Osten) weitere Comandantes ernannt worden waren. Die heute bekanntesten sind:
- Ernesto „Che“ Guevara (ab 21. Juli 1957, Chef der Front Süden und Zentrum von Las Villas),
- Raúl Castro (ab Februar 1958, Chef der II. Front im Osten),
- Juan Almeida (ab Februar 1958, Chef der III. Front im Osten),
- Camilo Cienfuegos (ab 16. April 1958, Chef der Front Norden von Las Villas).

Sie rückten in zwei Kolonnen vor. Die erste wurde von den Castro-Brüdern befehligt und bewegte sich in den Ostteil der Insel mit der zweitgrößten Stadt Santiago de Cuba. Die zweite Kolonne wurde von Che Guevara und Camilo Cienfuegos geführt und zog nach Westen, in Richtung der Hauptstadt Havanna.
Die entscheidende Schlacht um Santa Clara wurde zur Jahreswende 1958/59 von der zweiten Kolonne gewonnen: Am 29. Dezember 1958 griff sie unter Führung Che Guevaras den Tren Blindado an – einen Zug voll beladen mit Waffen und Munition. Nach einem mehrstündigen Gefecht fielen die Waffen in die Hände der Guerilleros. Die Eroberung der Stadt Santa Clara folgte kurz danach. In den Morgenstunden des 1. Januar 1959 floh Batista in die Dominikanische Republik. Am Abend verkündete Fidel Castro in Santiago de Cuba den Sieg der Revolution. Am Tag darauf erreichten die ersten Rebellenverbände Havanna, wo Castro nach einem einwöchigen Triumphzug durch Kuba am 8. Januar als triumphierender Sieger Einzug hielt.

## Nach dem Sieg

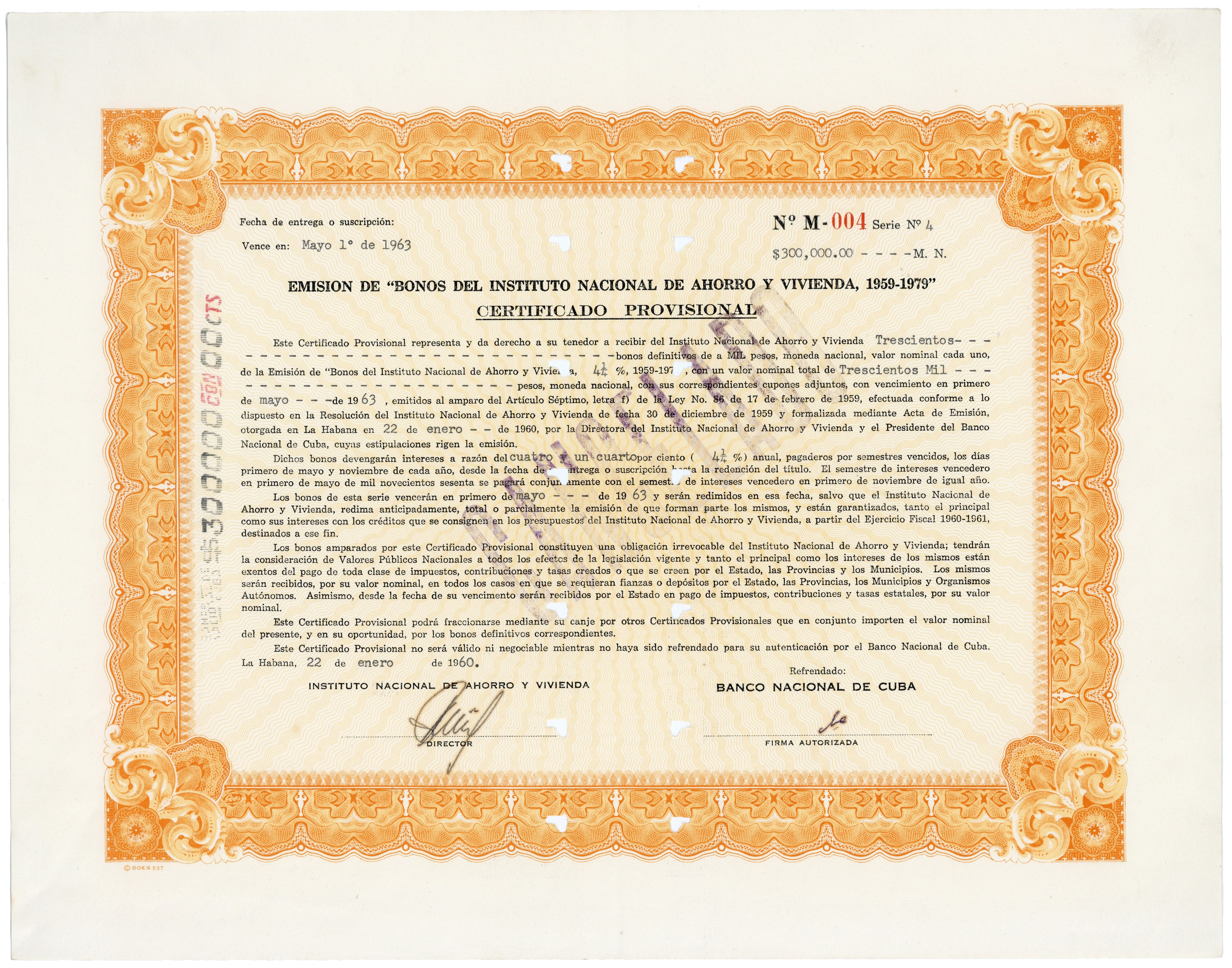
Vorläufiges Zertifikat für eine Anleihe der Banco Nacional de Cuba über 300.000,00 Pesos, ausgestellt in Havanna am 22. Januar 1960, im Original unterschrieben von Ernesto „Che“ Guevara als Präsident der kubanischen Zentralbank (26. November 1959 bis 23. Februar 1961). Die Anleihe war bestimmt für die Finanzierung der Nationalen Spar- und Wohnungsbaugesellschaft (INAV), zwischen 1959 und 1962 verantwortlich für einen großen Teil des staatlichen Wohnungsbaus in Kuba.

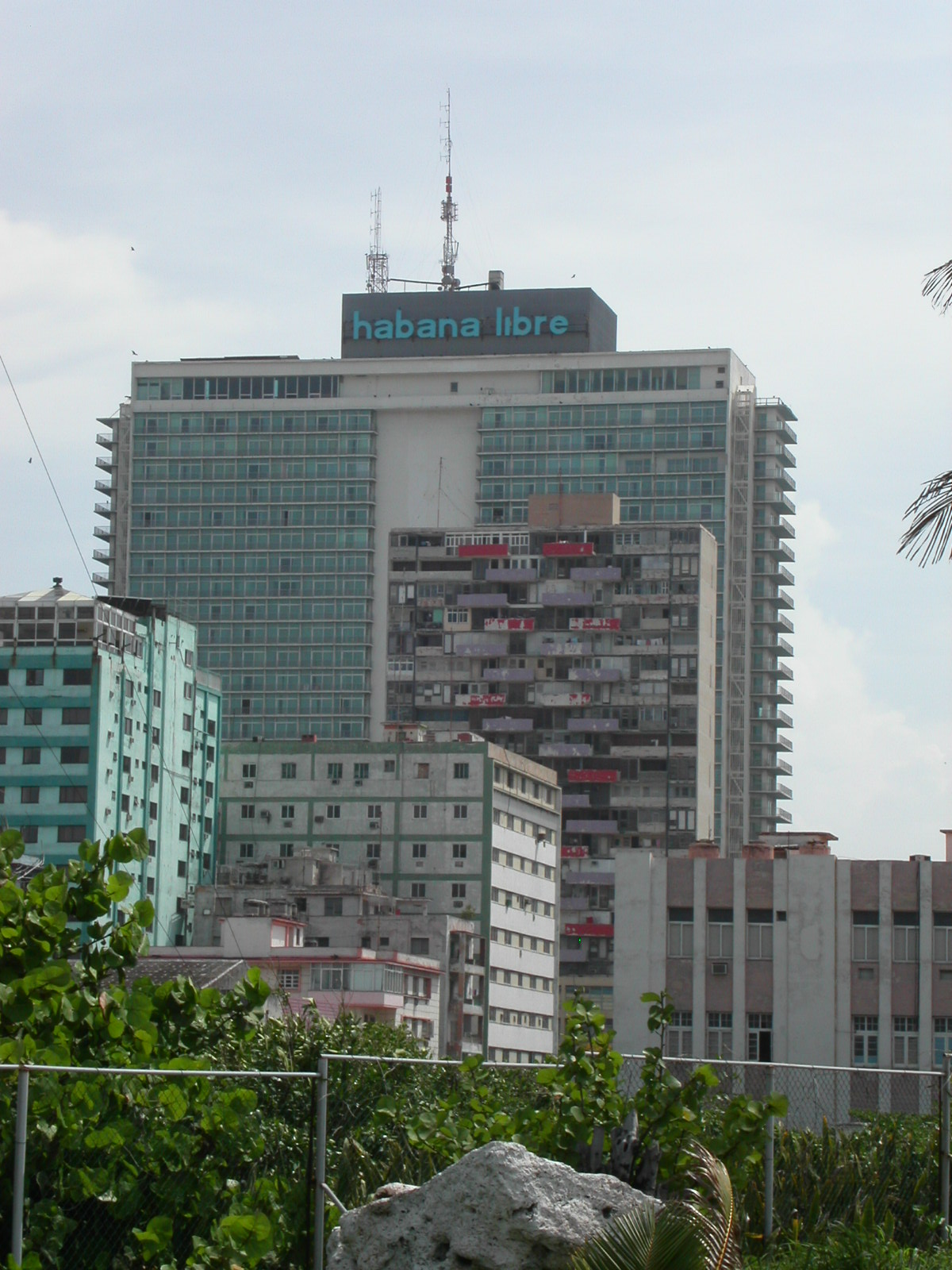
Das Hotel Habana Libre in der Hauptstadt Havanna, welches während der Revolution der vorübergehende Regierungssitz war, ehemals Hilton-Hotel

In der Zeit unmittelbar nach dem Umsturz ist es zu standrechtlichen Erschießungen gekommen. Das bekannteste Beispiel ist die Exekution von siebzig Soldaten des Batista-Regimes in Santiago, die von Raúl Castro nach der Besetzung der Stadt angeordnet wurde.
Hunderten von Soldaten und Polizisten des Batista-Regimes wurde, wegen unter dem alten Regime begangener Verbrechen, der Prozess gemacht. Che Guevara wurde zum obersten Ermittler ernannt, mit Amtssitz in der Hafenfestung La Cabaña. Die Anklagen lauteten unter anderem auf Mord und Folter. Die Mehrheit der wegen Mordes Verurteilten (einige hundert) wurden hingerichtet, die übrigen zu langen Haftstrafen verurteilt.
Der politische Weg Kubas war lange unklar und auch unter den Revolutionsführern umstritten. Bereits kurz nach seiner Machtübernahme begann Fidel Castro, sich schrittweise von den seit 1953 propagierten politischen Idealen der Revolution zu distanzieren. Ein prominentes Beispiel für die Abkehr von rechtsstaatlichen Prinzipien war sein massiver Eingriff in den Kriegsverbrecherprozess gegen Angehörige der Kubanischen Luftwaffe im März 1959. Dissidenten wurden seit den Anfangstagen und noch bis heute verfolgt und bestraft. Gegner Batistas und auch Mitkämpfer gegen ihn waren davon nicht ausgenommen. Einer der nach den Castrobrüdern und Che Guevara wichtigsten Comandantes, Huber Matos, damals Militärchef von Camagüey, erklärte im Oktober 1959 unter Protest gegen die von ihm beobachtete schrittweise Hinwendung der Regierung zum zuvor von Fidel Castro öffentlich abgelehnten Kommunismus seinen Rücktritt. Er wurde daraufhin im Dezember 1959 als „Verräter“ zu 20 Jahren Gefängnis verurteilt, nachdem Fidel Castro im Gerichtsprozess die Todesstrafe gefordert hatte. Comandante Camilo Cienfuegos kam im Oktober 1959 bei einem mysteriösen Flugzeugabsturz ums Leben. Auch hier gab es Gerüchte, dass dieser Unfall aufgrund von politischen Differenzen mit den Castro-Brüdern inszeniert wurde.
Bereits Anfang 1959, im Zuge der Landreform in Kuba und der Verstaatlichung von Vermögenswerten, meldeten die USA ihre Bedenken an und forderten eine prompte, angemessene und effektive Entschädigung. Kuba verstaatlichte schrittweise Landwirtschaft und Industrie und enteignete US-Vermögenswerte in Höhe von 1 Mrd. US-Dollar. Enttäuscht von der Revolution und begünstigt von einer großzügig gehandhabten Immigrationsregelung wanderten nach 1959 etwa 10 % der Bevölkerung aus, darunter nahezu die komplette kubanische Oberschicht. Mittlerweile bilden die Exilkubaner eine einflussreiche Gemeinde von etwa zwei Millionen Menschen in den USA, insbesondere in Florida. Beispielsweise bekämpft seitdem die in Kuba enteignete Rum-Dynastie Bacardi die Politik Castros.
Im Februar 1960 nahm Kuba mit der Sowjetunion Handelsbeziehungen auf, als eine sowjetische Handelsdelegation in Havanna empfangen wurde. Damit wurde die Sowjetunion für Kuba zu einem wichtigen Zuckerabnehmer, Kreditgeber und Lieferant von Öl, dessen Preis unter demjenigen der amerikanischen Importeure lag. Als sich die amerikanischen Ölraffinerien in Kuba weigerten sowjetisches Öl zu raffinieren, wurden Ende Juni 1960 alle ausländischen Ölraffinerien in Kuba verstaatlicht.

## US-amerikanische Reaktion
Bereits im April 1960 autorisierte der amerikanische Präsident Dwight D. Eisenhower die CIA, Exilkubaner in den USA zu bewaffnen und militärisch auszubilden. Die USA stellten am 17. Mai 1960 ihre jährliche Wirtschaftshilfe von 200 Millionen Dollar ein und verhängten am 13. Oktober 1960 ein Handelsembargo. Weiter drückten die USA in den Folgejahren den Zuckerpreis auf den internationalen Märkten und unterstützten Sabotagen insbesondere gegen die kubanische Zuckerindustrie. Kuba schloss Ende 1960 unter der Ägide Che Guevaras Handelsverträge u. a. mit der Volksrepublik China, der Deutschen Demokratischen Republik, der Tschechoslowakei und Vietnam ab.
Im Januar 1961 reduzierte Kuba sein Botschaftspersonal in Washington, D.C. massiv und forderte die USA auf, den größten Teil seines diplomatischen Personals binnen 48 Stunden aus Kuba abzuziehen. Präsident Eisenhower brach darauf als seine letzte Amtshandlung die diplomatischen Beziehungen komplett ab. Am Tag darauf verhandelte der UNO-Sicherheitsrat auf Antrag Kubas über die aggressive Außenpolitik der USA gegen die Insel. Am 15. April 1961 bombardierten die USA drei kubanische Luftwaffenstützpunkte mit drei in Nicaragua gestarteten B-26-Bombern. Am 16. April erklärte Castro „die Tatsache, dass unsere Revolution eine sozialistische Revolution ist“. Die USA antworteten am folgenden Tag: Am 17. April, kurz nach Mitternacht, landete die Brigade 2506, die von den USA und Exilkubanern finanzierte Militäreinheit aus rund 1500 Soldaten, in der Schweinebucht (Playa Girón) im mittleren Süden der Insel. Doch Fidel Castro war auf diese Invasion vorbereitet und die revolutionären Streitkräfte wurden innerhalb weniger Stunden mobilisiert. Am 20. April gaben die Invasoren – aufgrund von Nahrungsmangel – auf. 104 Invasoren waren gefallen, die restlichen wurden gefangen genommen und kamen erst nach langen Verhandlungen zwischen Castro und James B. Donovan Ende 1962 wieder frei.
Die erfolgreiche Abwehr der Invasion in der Schweinebucht festigte die kubanische Revolution, die zuvor noch auf wackeligen Beinen gestanden hatte.

## Kuba nach der Schweinebucht 1961
Als Reaktion auf die Invasion wurden die bereits angelaufenen Enteignungen ab dem 6. August 1961 weiter verschärft und sämtliches US-amerikanisches und sonstiges ausländisches Eigentum in Kuba, das bis dahin noch bestanden hatte, entschädigungslos verstaatlicht. Neben dem Einfluss der großen gegen Castro eingestellten exilkubanischen Gemeinden im US-Bundesstaat Florida treten hierbei auch international operierende US-Konzerne als treibende Kräfte hervor, die bis heute die Rückgabe ihrer verstaatlichten Produktionsstätten auf Kuba einfordern.
Die USA übten nach 1961 vermehrt Druck auf Drittstaaten aus, die Handelsbeziehungen mit Kuba abzubrechen (insbesondere Japan und Kanada). Zwischen 1962 und 1963 nahmen die Lieferungen an den kubanischen Häfen von durchschnittlich 352 auf 59 Schiffe ab.
Im Juli 1961 wurden die Integrierten Revolutionären Organisationen (Organizaciones Revolucionarias Integradas, ORI) gebildet. Sie entstanden aus der Verschmelzung von Castros Bewegung des 26. Juli mit der Sozialistischen Volkspartei und dem Revolutionsdirektorium 13. März. Am 26. März 1962 wurde aus der ORI die Vereinigte Partei der Kubanischen Sozialistischen Revolution, aus der wiederum am 3. Oktober 1965 die Kommunistische Partei Kubas hervorging.